# Carl Hagelin
Carl Oliver Hagelin (* 23. srpna 1988, Nykvarn) je bývalý švédský lední hokejista, který nastupoval především na postu křídelního útočníka. Se švédskou reprezentací získal stříbrnou medaili na olympijských hrách v Soči roku 2014. Má též stříbro z mistrovství světa juniorů z roku 2008. Jako mládežník hrál ve Švédsku za Södertälje SK, ale prakticky celou kariéru strávil v zámoří, nejprve jako student Michiganské univerzity hrál čtyři roky univerzitní ligu, pak dva roky AHL za Connecticut Whale a poté strávil jedenáct sezón v NHL, v dresu New York Rangers, Anaheim Ducks, Pittsburgh Penguins, Los Angeles Kings a Washington Capitals. S Pittsburghem dvakrát vyhrál Stanley Cup (2016 a 2017). V základní části NHL odehrál 713 utkání, v nichž zaznamenal 296 kanadských bodů (110 gólů). Vedle toho sehrál též 141 zápasů ve Stanleyově poháru, kde si připsal 50 bodů (22 branek). Roku 2023 ukončil kariéru.